# Maria, Königin des Friedens (Augustdorf)

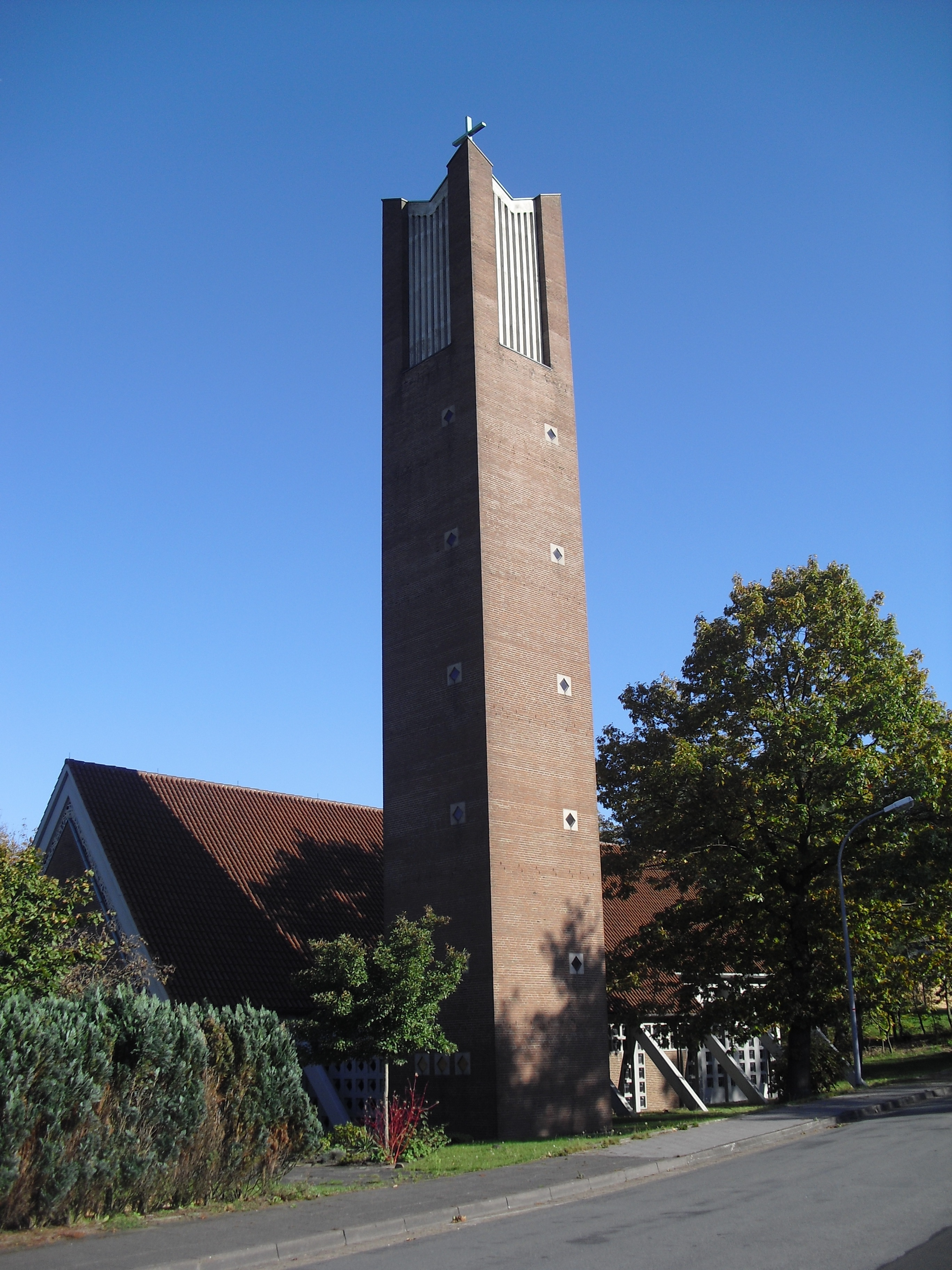
Maria Königin des Friedens in Augustdorf

Maria, Königin des Friedens ist eine römisch-katholische Pfarrkirche in Augustdorf im Kreis Lippe, Nordrhein-Westfalen. Kirche und Gemeinde gehören zum Pastoralverbund Detmold des Dekanates Bielefeld-Lippe im Erzbistum Paderborn. Sie steht in unmittelbarer Nähe zur Generalfeldmarschall-Rommel-Kaserne.

## Geschichte
Die Pfarrkirche Maria, Königin des Friedens wurde als Garnisonkirche ab 1958 nach Plänen von Aloys Sonntag errichtet. Sie wird auch für die Zivilgemeinde genutzt.

## Architektur

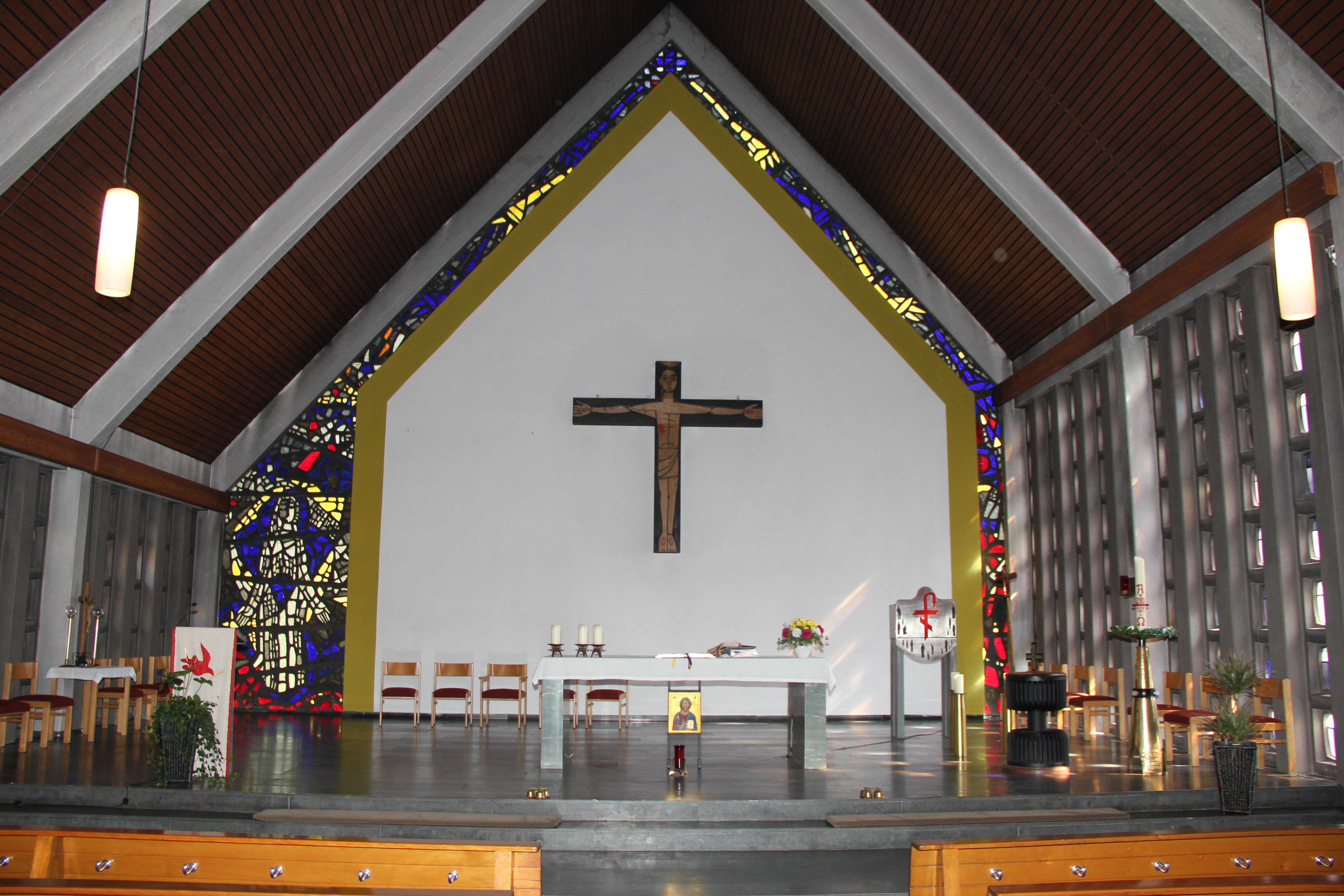
Innenansicht von Maria Königin des Friedens in Augustdorf

Die längliche und rechteckige Kirche ist mit einem Satteldach gedeckt. Der Turm mit quadratischem Grundriss ist freistehend. Er ist ebenso wie die Sakristei über einen Gang mit der Kirche verbunden. Die Konstruktion der Kirche mit sichtbaren Betonbalken soll an Militärzelte erinnern.
Die Konstruktion setzt sich im Inneren der Kirche fort. Die Wände sind oben und seitlich verglast, so dass die Stützen und Balken freistehend wirken. Der Altarraum ist leicht erhöht und einseitig eingezogen.

## Ausstattung
Ein Balkenkreuz nimmt die Stirnwand der Kirche ein. Nach Entwürfen von Josef Jost entstanden 1960 die farbigen Betongläser.